# Verzweigung Hagnau
De Verzweigung Hagnau is een knooppunt in Zwitserland. Op dit knooppunt in Muttenz sluit de A18 aan op de A2/A3.

## Configuratie
Het knooppunt is een mixvormknooppunt.

## Bijzonderheid
In het knooppunt zit de afrit Basel-Sankt Jakob van de A2/A3 verweven.